# ホルボール
ホルボール (Phorbol) は植物由来の天然有機化合物。Tiglianeタイプのジテルペンの一種である。1934年にハズ油の加水分解物から単離され、1967年に構造決定された。ほとんどの極性有機溶媒および水によく溶解する。ハズ油の原料であるハズを含むトウダイグサ科の植物に含まれている。
化合物名はトウダイグサ科の学名「Euphorbiaceae」とアルコールを示す接尾辞「-ol」から。トウダイグサ属植物の学名「Euphorbia」は、古代のギリシャ人医師エウポルボス (Εὔφορβος, Euphorbos) に由来する。
ホルボールのエステル誘導体は重要な生理活性を示す。ホルボールエステルの最も特筆すべき生理活性は発がんプロモーション活性である。ホルボールエステルはジアシルグリセロールのミミックとして働き、プロテインキナーゼCなど様々なタンパク質を活性化する。ホルボールエステルの中でも、特に12-O-テトラデカノイルホルボール 13-アセタート (TPA) は、発がんモデルなどの様々な研究において、試薬として用いられている。TPAはホルボール-12-ミリスタート-13-アセタート (PMA) とも呼ばれる。
12-デオキシ-13-アセタート体であるプロストラチンは、抗HIV薬候補として注目されている。
複雑な骨格のため、他の類縁化合物と共に全合成は困難である。1989年、スタンフォード大学のポール・ウェンダーらのグループによる全合成が報告されている。2015年には、フィル・バランらにより3-カレンから19段階で不斉合成が達成された。